# Sibylla Cronenberg
Sibylla Cronenberg (* 12. Oktober 1870; † 18. Dezember 1951)
war eine deutsche Gerechte unter den Völkern.

## Leben
Sibylla Cronenberg betrieb das Rheinhotel „Zum Anker“ in Remagen-Rolandseck bei Bonn.

## Rettung der Familie Jacoby
Salomon und Henriette Jacoby (77 und 72 Jahre alt) betrieben zusammen mit ihrer Tochter Hildegard Schott in Köln das Kaufhaus Jacoby. Dieses wurde 1939 arisiert. Mit der Familie Jacoby wohnte im selben Haus die katholische Familie Heinz und Josephine Odenthal.
Die Familie Jacoby war 1942 in das Sammellager Müngersdorf zur weiteren Deportation in ein Vernichtungslager verbracht worden. Der Ehemann von Hildegard Schott war schon zuvor deportiert worden.
Mit Hilfe der Odenthals gelang die Flucht aus dem Lager. Sie brachten sie zur Mutter von Josephine Odenthal, der 72-jährigen Sibylla Cronenberg. Diese führte das Rheinhotel „Zum Anker“ im heutigen Remagen-Rolandseck bei Bonn. Den dortigen Nachbarn gegenüber wurden die Jacobys als Verwandte ausgegeben, die ihr Haus in Köln bei einem Bombenangriff verloren hätten, und die Odenthals würden ihre „Verwandten“ besuchen, um Essen und Lebensmittelmarken zu bringen.
Im Mai 1943 erkrankte Sibylla Cronenberg und musste ein Krankenhaus aufsuchen. Die Jacobys wurden daraufhin bei der 29-jährigen Katharina Bayerwaltes in der Bonner Argelanderstraße untergebracht. Ihr Mann war zu der Zeit als Soldat an der Ostfront.
Katharina Bayerwaltes hielt die Identität ihrer neuen Mitbewohner allen, auch ihrem Ehemann auf Heimaturlaub, gegenüber geheim.
Das bis dahin kaum bombardierte Bonn wurde im Zeitraum Oktober bis Dezember 1944 heftig angegriffen. Der Ehemann von Katharina Bayerwaltes war zu der Zeit erneut auf Heimaturlaub und entschied, seine Familie aus dem Gefahrenbereich zu seinen Eltern nach Schlegelshaid zu bringen. Die Jacobys blieben in der Argelanderstraße und wurden durch die Familie Odenthal weiterhin mit Essen und anderen notwendigen Dingen des Lebens versorgt. Katharina Bayerwaltes sorgte sich, dass ihr Haus in Bonn doch noch bombardiert werden könnte und die Jacobys dadurch entdeckt würden. So entschied sie sich im Februar 1945 zurückzukehren.
Im 7. März 1945 zogen sich die deutschen Truppen aus Bonn zurück, das an den folgenden beiden Tagen von amerikanischen Truppen besetzt wurde. Damit war die Familie Jacoby nun gerettet.
Die Familie Jacoby entschied sich, nicht nach Köln zurückzukehren und zog nach Bad Godesberg zwischen Rolandseck
und der Argelanderstraße. Dort starben Salomon und Henriette in den darauffolgenden Monaten in Freiheit. Ihre Tochter
Hildegard hatte noch Kontakt zu ihren Rettern bis zu ihrem Tod 1980.

## Würdigung
Am 25. Mai 2005 wurden in den Kreis der Gerechten unter den Völkern aufgenommen:
- Heinz Odenthal (posthum)
- Josephine Odenthal (posthum)
- Sibylla Cronenberg (posthum)
- Katharina Bayerwaltes

Der Gesandte an der Botschaft des Staates Israel, Ilan Mor, überreichte die Ehrung am 29. September 2006 im
Alten Rathaus der Stadt Bonn.
Am 8. Mai 2024 wurde Sibylla Cronenberg gemeinsam mit Frieda Mager und Katharina Bayerwaltes als Stille Heldinnen geehrt und für sie wurde neben dem Alten Rathaus eine Stele errichtet.